# つるやオープンゴルフトーナメント
つるやオープンゴルフトーナメント（TSURUYA OPEN GOLF TOURNAMENT）は、かつて行われていた日本ゴルフツアー機構（JGTO）公認の男子プロゴルフトーナメントの一つである。2014年大会を最後に休止。
毎年4月第3週から第4週にかけ、ゴルフ用品総合メーカーのつるや株式会社と毎日放送（MBS）の主催により、兵庫県川西市にある山の原ゴルフクラブ山の原コース（旧・スポーツ振興カントリー倶楽部）で行われていた。2014年現在、賞金総額1億1000万円、優勝賞金2200万円。

## 歴代優勝者
| 開催回 | 開催年 | 優勝者名                 | スコア | 備考     |
| ------ | ------ | ------------------------ | ------ | -------- |
| 第1回  | 1994年 | 中嶋常幸                 | -9     |          |
| 第2回  | 1995年 | 東聡                     | -9     |          |
| 第3回  | 1996年 | ピーター・マックウィニー | -12    |          |
| 第4回  | 1997年 | 原田三夫                 | -9     |          |
| 第5回  | 1998年 | 宮本勝昌                 | -17    |          |
| 第6回  | 1999年 | 尾崎直道                 | -15    |          |
| 第7回  | 2000年 | リチャード・バックウェル | -10    |          |
| 第8回  | 2001年 | 田中秀道                 | -14    |          |
| 第9回  | 2002年 | ディーン・ウイルソン     | -11    |          |
| 第10回 | 2003年 | 宮瀬博文                 | -14    |          |
| 第11回 | 2004年 | ブレンダン・ジョーンズ   | -9     |          |
| 第12回 | 2005年 | 尾崎直道                 | -13    |          |
| 第13回 | 2006年 | ブレンダン・ジョーンズ   | -11    | 大会連覇 |
| 第14回 | 2007年 | ブレンダン・ジョーンズ   | -16    | 大会連覇 |
| 第15回 | 2008年 | S・K・ホ                 | -12    |          |
| 第16回 | 2009年 | 富田雅哉                 | -15    | [ 1 ]    |
| 第17回 | 2010年 | 藤田寛之                 | -19    | [ 2 ]    |
| 第18回 | 2011年 | 近藤共弘                 | -19    | [ 3 ]    |
| 第19回 | 2012年 | 藤田寛之                 | -15    |          |
| 第20回 | 2013年 | 松山英樹                 | -18    |          |
| 第21回 | 2014年 | 藤田寛之                 | -13    |          |

## テレビ中継
- テレビ中継は、毎日放送を制作局としてTBS系列で放送される。テレビ解説は羽川豊、オンコースコメンテーターを沼澤聖一がそれぞれ担当している。地上波放送は決勝ラウンドの2日間を中継。またCS放送のGAORAでは4日間すべて放送している。

### 歴代実況
※いずれも毎日放送アナウンサー
- 初代（1994年 - 1997年）：結城哲郎
- 2代目（1998年 - 2009年）：馬野雅行
- 3代目（2010年 - ）：井上雅雄

## その他

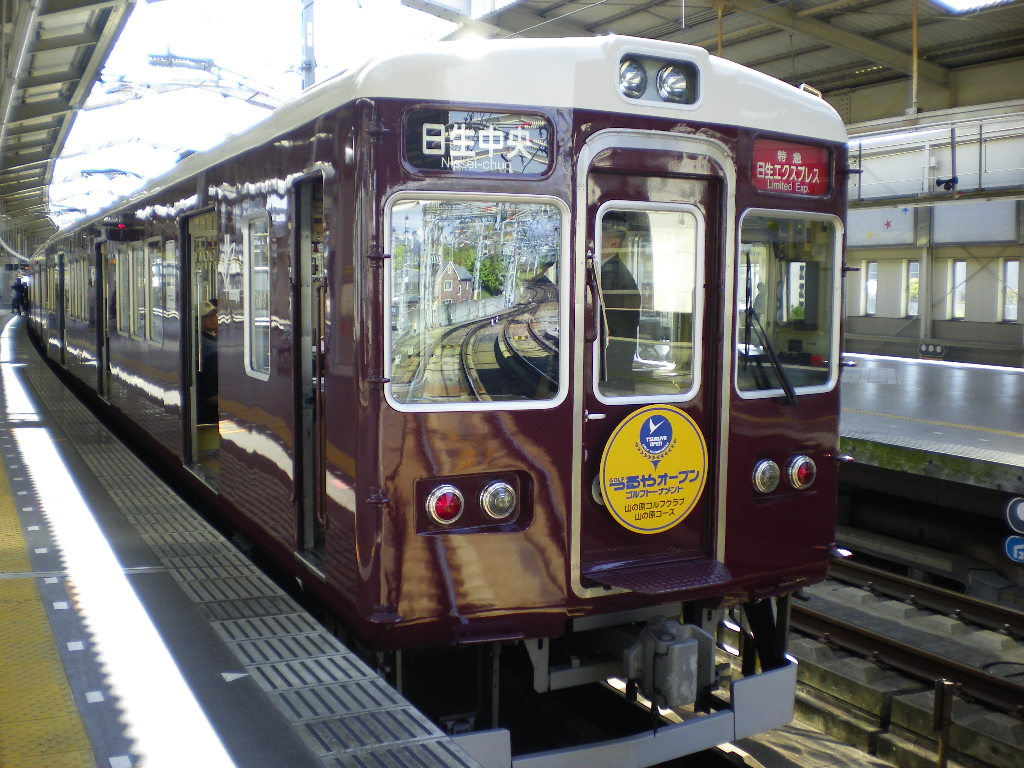
つるやオープンゴルフトーナメント開催に伴い運転される臨時の日生エクスプレス

- トーナメント開催時には、能勢電鉄日生線の日生中央駅と試合会場の山の原ゴルフクラブとの間に無料シャトルバス（約2分）が運行され、大会公式サイトで案内される。また、同サイトでは同駅から試合会場までの徒歩移動（約8分）も紹介されている。
- 決勝ラウンドに当たる週末の2日間は、阪急電鉄梅田駅から日生中央駅まで直通運転される特急列車「日生エクスプレス」が臨時運行される。なお、阪急電鉄と能勢電鉄はともに阪急阪神ホールディングスの一員で、同トーナメントの後援団体にも揃って名を連ねている。